# Ban Houayxay
Ban Houayxay (Lao: ຫ້ວຍຊາຍ), ook wel Huay Xai is de hoofdstad van de provincie Bokeo in Laos. De stad ligt aan de rivier de Mekong tegenover Chiang Khong in Thailand. Dit is de noordelijkste grensovergang tussen Laos en Thailand en wordt ook wel de poort naar Indo-China genoemd. 
De Mekong speelt een belangrijke rol in het vervoer van mensen en goederen in de regio van Huay Xai. De rivier stroomt langs Pakbeng, Luang Prabang en andere belangrijke steden. In 2013 kwam de Vierde Thais-Laotiaanse Vriendschapsbrug gereed, de laatste schakel in het zuidelijke deel van de grote Aziatische straatweg die China met Thailand verbindt, de AH 3. Voordien was hier de oversteek van de Mekong slechts mogelijk met bootjes en veerpontjes. Het Laotiaanse deel van de AH3 is in opdracht van Laos door China aangelegd van de Chinese provincie Yunnan via de stad Luang Namtha tot hier bij Huay Xai.
Huay Xai heeft een klein vliegveld met vluchten richting Luang Prabang en de hoofdstad van Laos, Vientiane.
Op een heuvel bij Huay Xai ligt het Franse fort Carnot, dat omstreeks 1900 gebouwd werd. Hiervandaan is de stad en de Mekong te overzien.